# Square Marc-Séguin
Square Marc-Séguin är en park i Quartier de la Chapelle i Paris artonde arrondissement. Den är uppkallad efter den franske ingenjören Marc Seguin (1786–1875). Parken, som invigdes år 2006, har ingångar vid Rue Marc-Séguin och Rue de l'Évangile.

## Bilder
| - Square Marc-Séguin. - Square Marc-Séguin. |

## Omgivningar
- Saint-Bernard de la Chapelle
- Saint-Denys de la Chapelle
- Sainte-Jeanne-d'Arc
- Square de la Madone
- Square de l'Évangile
- Place de Torcy
- Jardin Françoise-Hélène-Jourda
- Jardins Rosa-Luxemburg
- Jardins d'Éole
- Bois Dormoy

## Kommunikationer
- Tunnelbana – linje  – Marx Dormoy
- Busshållplats Place de Torcy – Paris bussnät, linjerna 35 60

### Webbkällor
- ”Square Marc-Séguin” (på franska). Paris.fr. Arkiverad från originalet den 13 oktober 2022. https://archive.ph/ejOGr. Läst 13 oktober 2022.
- ”Square Marc-Séguin (18ème arrondissement)”. Les rues de Paris. https://web.archive.org/web/20190901014519/http://www.parisrues.com/rues18/paris-18-square-marc-seguin.html. Läst 13 oktober 2022.